# Domenico Cimarosa
Domenico Cimarosa (Aversa, 17 dicembre 1749 – Venezia, 11 gennaio 1801) è stato un compositore italiano esponente di spicco del Classicismo; è considerato uno dei maggiori musicisti italiani della seconda metà del XVIII secolo e uno dei grandi rappresentanti della scuola musicale napoletana. Figura centrale dell'opera italiana, ha dato un notevole sviluppo all'opera buffa. Musicista fecondo ha scritto numerose composizioni tra oratori, messe, musica vocale e strumentale e soprattutto 99 opere liriche di cui la più celebre è Il matrimonio segreto del 1792.

## Biografia

### Gioventù e formazione musicale

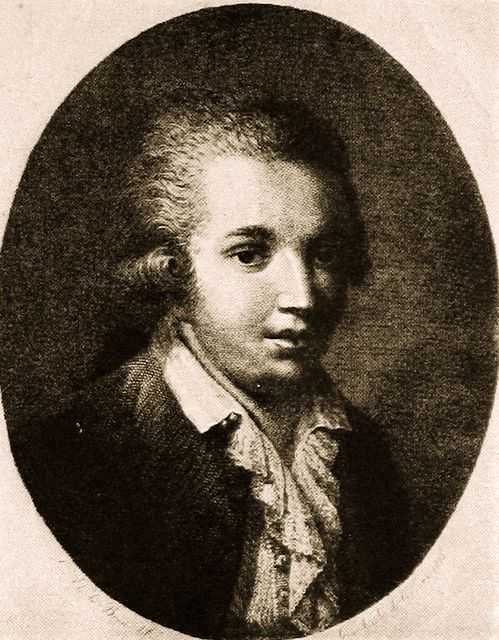
Domenico Cimarosa.

Nacque ad Aversa il 17 dicembre del 1749, città che aveva dato i natali anche a Niccolò Jommelli, un altro grande compositore della scuola napoletana. Alla tenera età di quattro anni dovette lasciare la sua città natale per recarsi con la famiglia a Napoli. Andarono a vivere presso la chiesa di San Severo fuori le mura. Era figlio di Gennaro Cimarosa, un muratore occupato nella costruzione del Palazzo di Capodimonte, il quale durante la costruzione s'infortunò a morte a causa di una caduta. Sua madre, Anna di Francesco, invece, era occupata come lavandaia nel monastero vicino alla chiesa.
Fu proprio in questo ambiente che il giovane Domenico ricevette i primi rudimenti musicali dall'organista del monastero padre Polcano. Dimostrò subito di avere molte doti per la musica tant'è che nel 1761 fu ammesso al Conservatorio di Santa Maria di Loreto, dove rimase undici anni. I suoi insegnanti furono Gennaro Manna (all'epoca ritenuto il miglior insegnante dopo Alessandro Scarlatti), Antonio Sacchini (fino al 1766) e Fedele Fenaroli (il quale diede a Cimarosa lezioni di contrappunto). In pochi anni divenne un abile violinista, clavicembalista e organista, nonché un talentuoso cantante: i suoi compagni lo stimavano e lo ascoltavano con delizia mentre interpretava pezzi d'opera con bella voce, con grazia e con soavità; tra questi si ricordano Nicola Antonio Zingarelli e Giuseppe Giordani. Egli era caratterialmente mite e affabile,
oltre che studioso e diligente. Dopo aver lasciato il conservatorio si perfezionò nel canto con il castrato Giuseppe Aprile e nella composizione con Niccolò Piccinni. Durante il periodo trascorso presso la scuola di Santa Maria di Loreto compose alcuni mottetti e messe.

### I primi anni della carriera

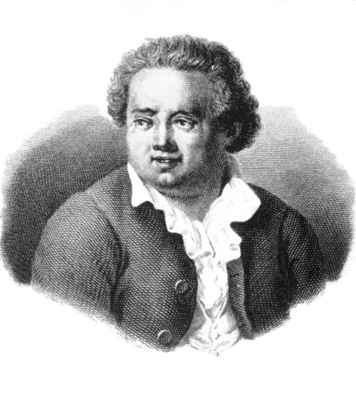
Domenico Cimarosa in un'incisione di Luigi Bridi.

Nel carnevale del 1772 debuttò come operista con la commedia per musica Le stravaganze del conte, data nella capitale partenopea al Teatro dei Fiorentini e seguita dalla farsetta Le magie di Merlina e Zoroastro (lavoro che si rifà alla commedia dell'arte). Grazie a questo primo lavoro la sua fama di buon compositore iniziava a dilagare. Le sue opere diventarono subito popolari a Roma, dove i suoi intermezzi comici furono rappresentati soprattutto al Teatro Valle.
L'anno seguente fu la volta de La finta parigina data al Teatro Nuovo, la quale riscosse un discreto successo. Nel 1776 rappresentò sempre al Nuovo la commedia I Sdegni e La Frascatana nobile o La finta Frascatana e compose la farsa I matrimoni in ballo. L'anno seguente vide la nascita dell'intermezzo giocoso I tre amanti e qualche mese dopo Il fanatico per gli antichi romani andò in scena al Teatro dei Fiorentini; concluse l'anno con l'Armida immaginaria rappresentata nello stesso palcoscenico. Tra il 1778 e il 1781 seguirono le messe in scena di diciotto opere, tra le quali le più note sono Il ritorno di Don Calandrino, L'italiana in Londra, Le donne rivali e Il pittore parigino.
L'intermezzo L'italiana in Londra, data per la prima volta il 28 dicembre 1778 al Teatro Valle, fu subito molto applaudita; fu proprio grazie ai notevoli successi ottenuti dalle rappresentazioni di questo lavoro comico che la gloria di Cimarosa incrementò notevolmente e si sparse in breve tempo per tutta l'Europa: il 10 luglio 1780 fu la prima opera cimarosiana ad essere eseguita a Milano al Teatro alla Scala e poco tempo dopo fu rappresentata anche a Dresda, dove nei primi anni ottanta furono presentate ben quattro sue opere tradotte in tedesco. Il 29 novembre 1779 fu nominato organista aggiunto della Cappella Reale Napoletana, posizione che mantenne fino al 28 marzo 1786, quando venne elevato a secondo organista.

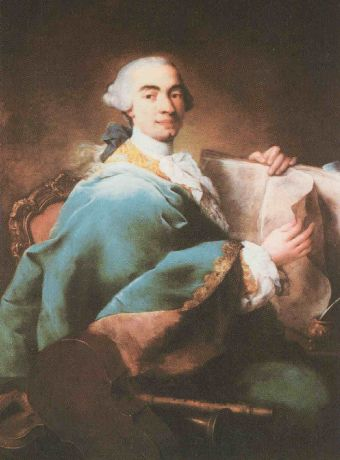
Presunto ritratto di Domenico Cimarosa, in realtà raffigurante un ignoto "compositore", realizzato da Alessandro Longhi.

### L'attività di Cimarosa negli anni ottanta
Il primo lavoro degli anni ottanta fu Le donne rivali, un dramma giocoso dato a Roma agli inizi del 1780. Seguirono le rappresentazioni de I finti nobili e Il falegname (entrambi drammi comici di Giuseppe Palomba) al Teatro dei Fiorentini durante i primi mesi dell'anno. Tornato a Roma, presentò la sua prima opera seria, Caio Mario.
Aprì il 1781 al Teatro Valle con Il pittore parigino; in quest'anno si ebbe anche il primo libretto del Metastasio musicato da Cimarosa: si tratta del dramma serio Alessandro nell'Indie, il quale venne messo in scena al Teatro delle Dame e piacque moltissimo. Ebbe molto successo anche il dramma giocoso Il convito rappresentato a Venezia poco dopo (il quale fu ripreso in seguito in moltissimi teatri). Giannina e Bernardone fu rappresentata per la prima volta al Teatro San Samuele di Venezia nell'autunno del 1781: l'opera ebbe molta fortuna e ricevette numerosissime repliche, anche a Milano, a Vienna, a Madrid e a San Pietroburgo.
Nel 1782 fu a Genova con il dramma Giunio Bruto, poi a Roma con l'opera giocosa Amor costante e infine ritornò nella città partenopea, dove ai Fiorentini diede La ballerina amante. Il 13 agosto per il compleanno della regina Maria Carolina d'Austria debuttò al teatro San Carlo  con L'eroe cinese, dramma di Metastasio con Domenico Bruni (cantante). 
Fu in quest'anno circa che iniziò la sua collaborazione come maestro con l'Ospedale veneziano dei Derelitti (conosciuto anche con il nome di Ospedaletto).
Il dramma giocoso I due baroni di Roccazzurra vide il suo battesimo nella città eterna l'anno seguente, ossia nel 1783. Il 13 agosto al San Carlo fu l'Oreste, mentre in autunno al Teatro del Fondo mise in scena La villana riconosciuta e ai Fiorentini l'opera buffa Chi dell'altrui si veste presto si spoglia.
Sempre ai Fiorentini nel 1784 presentò un'altra opera giocosa: L'apparenza inganna ovvero La villeggiatura. In quest'anno Cimarosa si spostò verso l'Italia settentrionale: dapprima a Roma, poi a Firenze, Vicenza e Milano e infine Torino. Nella città eterna portò in scena al Teatro Valle La bella greca, opera che piacque assai al pubblico romano. Al Teatro della Pergola di Firenze diede la sua prima opera goldoniana: Il mercato di Malmantide. Il 10 luglio con L'Olimpiade di Pietro Metastasio inaugurò il Teatro Eretenio di Vicenza e il 10 ottobre alla Scala di Milano ebbe luogo il dramma giocoso I due supposti conti ovvero Lo sposo senza moglie. Durante il viaggio tra Milano e Torino, soggiornò a Cantù, dove ebbe un piccolo intrigo amoroso con una graziosa fanciulla. 
Giunse infine a Torino dove per il giorno di San Stefano mise in scena l'Artaserse (libretto sempre del Trapassi) diretta da Gaetano Pugnani con Luigi Marchesi al Teatro Regio.
Dopo questo viaggio tornò a Napoli, dove l'attese la rappresentazione di un altro suo dramma giocoso, Il marito disperato o Il marito geloso, dato durante il carnevale del 1785 ai Fiorentini (dieci anni dopo Cimarosa cambiò nome all'opera in Amante disperato). La sua stagione operistica continuò al Teatro Nuovo (Napoli), per il quale preparò La donna sempre al suo peggior s'appiglia (libretto del Palomba).
L'anno successivo fu sempre al Nuovo per rappresentare Le trame deluse ovvero I raggiri scoperti; quest'opera fu ben accolta dal pubblico napoletano, tant'è che nell'agosto dell'anno seguente fu ripresa alla Scala e poi rappresentata in molte altre città italiane, ma anche oltralpe, a Vienna, a Marsiglia, a Dresda e in altre città europee. Questo fu il lavoro cimarosiano preferito di Rossini, il quale ne usò un quintetto come modello per il famoso sestetto della sua Cenerentola. Sempre nello stesso anno fu al Fondo: questa volta però con un oratorio, Il sacrifizio d'Abramo. In autunno, come quarta opera della stagione, presentò la commedia Il credulo con la farsa La baronessa stramba: ambedue i lavori sono considerati di scarso valore e piatti (almeno secondo la Tibaldi Chiesa; in verità l'opera intitolata il Credulo presenta diversi brani e pezzi d'insieme interessanti). Molto più successo ebbe L'impresario in angustie, farsa su libretto di Diodati: nel 1787 ad una sua riesecuzione a Roma fu presente anche il famoso scrittore tedesco Johann Wolfgang von Goethe (in quel periodo in viaggio attraverso l'Italia), il quale definì il lavoro un'opera che sempre rallegra.
Per il carnevale del 1787 tornò a Torino, dove al Teatro Regio diede un dramma serio, Volodimiro, il quale piacque moltissimo, soprattutto al re Vittorio Amedeo III di Savoia. Tra gli interpreti, diretti da Gaetano Pugnani, vi stavano Matteo Babbini ed il famoso cantante castrato Girolamo Crescentini, che aveva già avuto occasione di cantare nel L'italiana in Londra qualche anno prima. In primavera diede ancora un'opera buffa al Teatro del Fondo, Il fanatico burlato (libretto di Saverio Zini). Questo fu il suo ultimo lavoro teatrale prima della partenza per la Russia: infatti fu proprio in questo anno che Cimarosa ricevette l'invito di Caterina II per prestare servizio presso la sua corte a San Pietroburgo. Partì con la moglie nel luglio del 1787 da Napoli per giungere pochi giorni dopo a Livorno, dove fu invitato dal Granduca di Toscana Leopoldo I (il futuro imperatore Leopoldo II) a soggiornare a Firenze; presso la corte ducale egli si esibì cantando alcuni suoi pezzi da concerto. Altra tappa importante del viaggio fu Vienna, dove era già molto conosciuto e apprezzato grazie alle precedenti rappresentazioni di alcune sue opere. Dopo una sosta a Varsavia, il 3 dicembre giunse finalmente a San Pietroburgo.

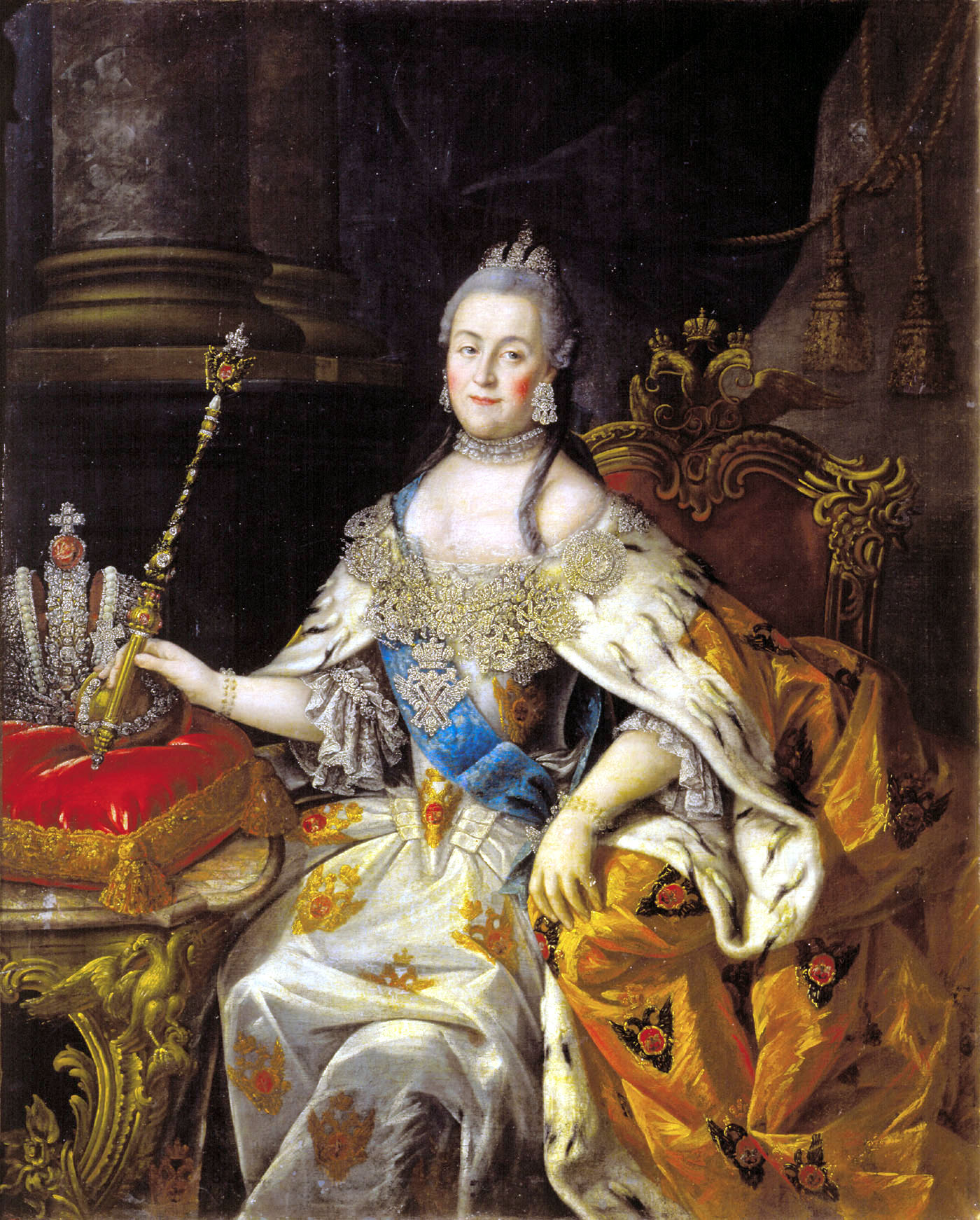
L'imperatrice Caterina II di Russia.

### Alla corte dell'imperatrice di Russia
Fu proprio grazie a Giannina e Bernardone che la popolarità di Cimarosa giunse sino in Russia, dove l'imperatrice Caterina II lo invitò nel 1787 ad occupare presso la corte imperiale russa a San Pietroburgo la posizione di maestro di cappella, in sostituzione di Giuseppe Sarti.
Poco si conosce sul soggiorno di Cimarosa in Russia a causa dell'assenza di documenti che riportino notizie dettagliate. Appena vi giunse fu presentato subito all'imperatrice, per la quale si esibì subito come cantante; riuscì a suscitare così tanto entusiasmo in lei che gli diede subito il compito di impartire lezioni di musica a due suoi nipoti.
Fu attivo principalmente per il Teatro dell'Ermitage, per il quale scrisse alcune opere e cantate. Il 12 dicembre 1787 fece eseguire la Messa di Requiem per il funerale della Duchessa di Serra Capriola (moglie dell'inviato del Re di Napoli), nel gennaio 1788 diede l'opera seria La vergine del sole, il 24 febbraio la cantata La felicità inaspettata e il 29 giugno l'Atene edificata. Nell'aprile del 1789 furono rappresentate Le due fidanzate e I due baroni, il 27 settembre l'opera Cleopatra e in ottobre una replica de La vergine del sole. Nel 1790 scrisse il Coro dei guerrieri e nel 1791 dedicò la cantata La serenata non preveduta al principe Gregorij Aleksandrovic Potemkin, amico e favorito dell'imperatrice. È invece falsa l'affermazione di Pompeo Cambiasi e altri biografi italiani che sostenevano che Cimarosa nella Russia Imperiale avesse scritto circa 500 opere!
Dopo la messa in scena della Cleopatra non si ebbero più rappresentazioni cimarosiane in Russia. Infatti nello stesso anno la Polonia smembrata insorse e la guerra imminente costrinse Caterina a praticare necessarie economie. Quindi il teatro fu chiuso, la cappella venne sciolta e Cimarosa dovette accontentarsi dell'incarico di maestro di corte. Nel 1791, dopo tre anni di permanenza in Russia, con molti regali intraprese il viaggio di ritorno verso l'Italia.

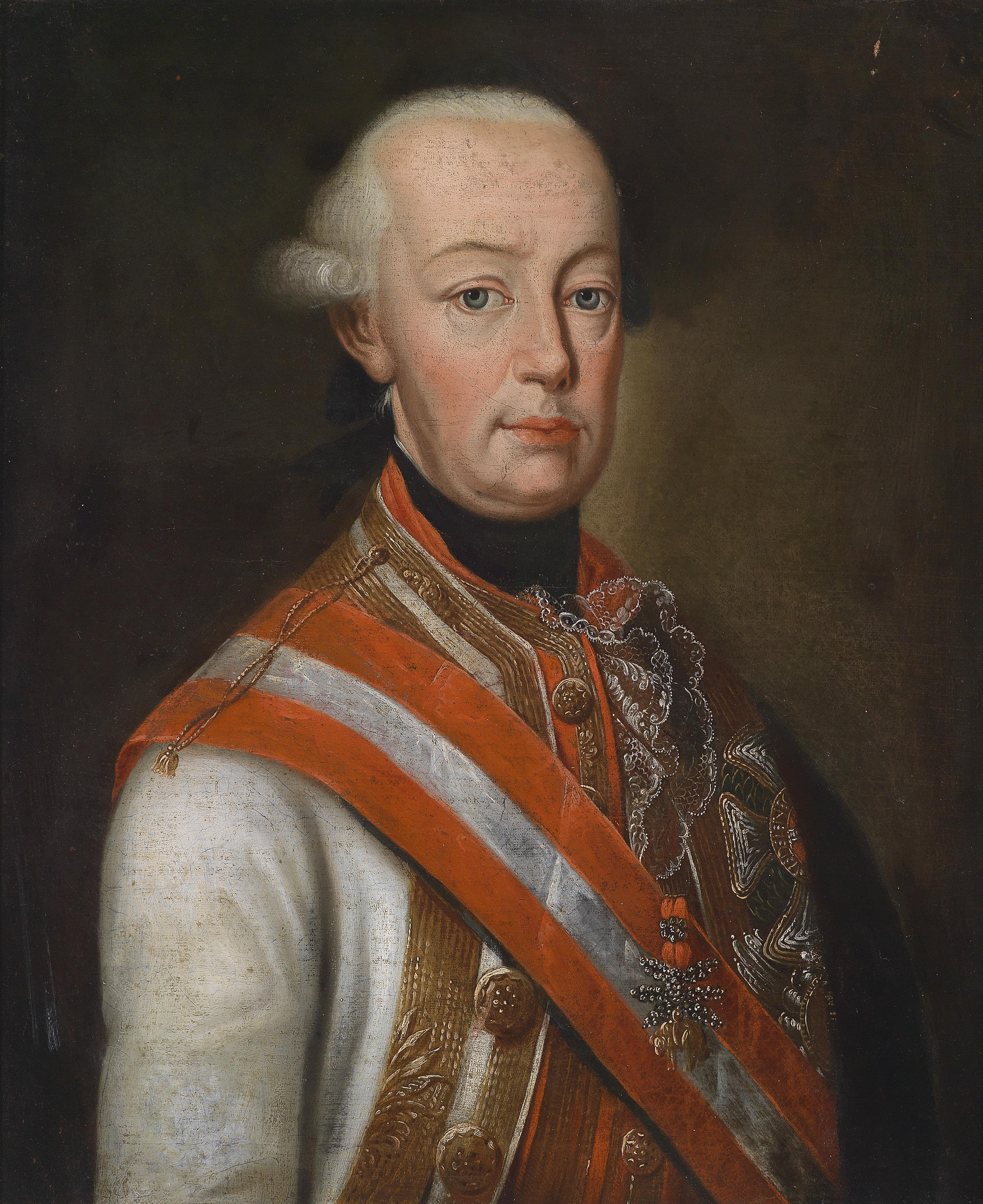
L'imperatore Leopoldo II.

### Soggiorno a Vienna eIl matrimonio segreto
Lasciata la Russia, Cimarosa sostò a Varsavia, dove rimase circa tre mesi; qui mise in scena tre sue opere: Le trame deluse, Il credulo e L'impresario in angustie.
Nel dicembre del 1791 giunse alla volta di Vienna (proprio nel mese in cui morì Wolfgang Amadeus Mozart), città che ben lo accolse, dato che già l'aveva conosciuto in passato come buon compositore; infatti da alcuni anni venivano date repliche di parecchie sue opere. Fu ricevuto festosamente anche dall'imperatore Leopoldo II, suo antico protettore, che aveva già incontrato quattro anni prima, quando era ancora Granduca di Toscana. Il sovrano austriaco fu molto generoso con Cimarosa: lo nominò maestro di cappella di corte, gli offrì subito un elevato stipendio di dodicimila ducati annui, un appartamento del palazzo imperiale e lo mise in rapporti con il librettista Giovanni Bertati, il quale era stato da poco nominato poeta di corte. Da questa collaborazione nacque il suo capolavoro più noto, Il matrimonio segreto, che fu rappresentato al Burgtheater il 7 febbraio 1792 ed ebbe subito un successo immenso: secondo un aneddoto di dubbia veridicità la stessa sera della prima, per volere dell'imperatore in persona, l'opera fu interamente rimessa in scena. Durante il soggiorno viennese il compositore aversano diede altre opere: La calamita dei cuori, la quale fu un fiasco, e Amor rende sagace.

### Gli ultimi anni
Quando Cimarosa morì l'11 gennaio 1801 iniziarono subito a girare voci circa il suo possibile avvelenamento da parte di alcuni sicari inviati dalla regina Maria Carolina; infatti i disturbi nervosi e i dolori al basso ventre che iniziò a provare otto giorni prima di morire, una morte così "veloce" ed improvvisa e poi considerate le molte inimicizie che aveva Cimarosa nel Regno di Napoli non potevano che suscitare "qualche sospetto". Però la pubblicazione del certificato medico di morte, avvenuta il 5 aprile dello stesso anno, scongiurò questa leggenda.
Cimarosa ritornò a Napoli presumibilmente durante la primavera del 1793, dopo un'assenza di sei anni. Fu accolto con calore e Il matrimonio segreto che ridiede subito al Teatro dei Fiorentini suscitò così tanto entusiasmo che fu messo in scena per ben 110 sere di fila. In settembre compose un lavoro strumentale, ovvero un concerto per due flauti traversi e durante l'anno al Teatro Nuovo presentò il dramma giocoso I traci amanti su un testo di Giuseppe Palomba.
L'ultimo periodo della sua vita fu reso amaro da alcuni contrasti, tra cui quello con il suo antico rivale Giovanni Paisiello. Durante la Repubblica Napoletana del 1799, Cimarosa entrò nel partito liberale e al ritorno dei Borbone, come molti altri suoi amici politici, fu arrestato e condannato a morte. Solo grazie all'intercessione di alcuni suoi influenti ammiratori la sentenza fu commutata in un esilio. Lasciò quindi l'amata Napoli con l'intenzione di recarsi nuovamente a San Pietroburgo, ma i suoi problemi di salute lo costrinsero a rinunciare. Si stabilì a Venezia, dove tra le mura di Palazzo Duodo morì l'11 gennaio 1801 per un'infiammazione intestinale. La natura della sua malattia portò alla formazione di alcune dicerie attraverso le quali si sosteneva che fosse stato avvelenato da dei sicari inviati dalla regina Maria Carolina; un'inchiesta formale provò che queste voci erano infondate.

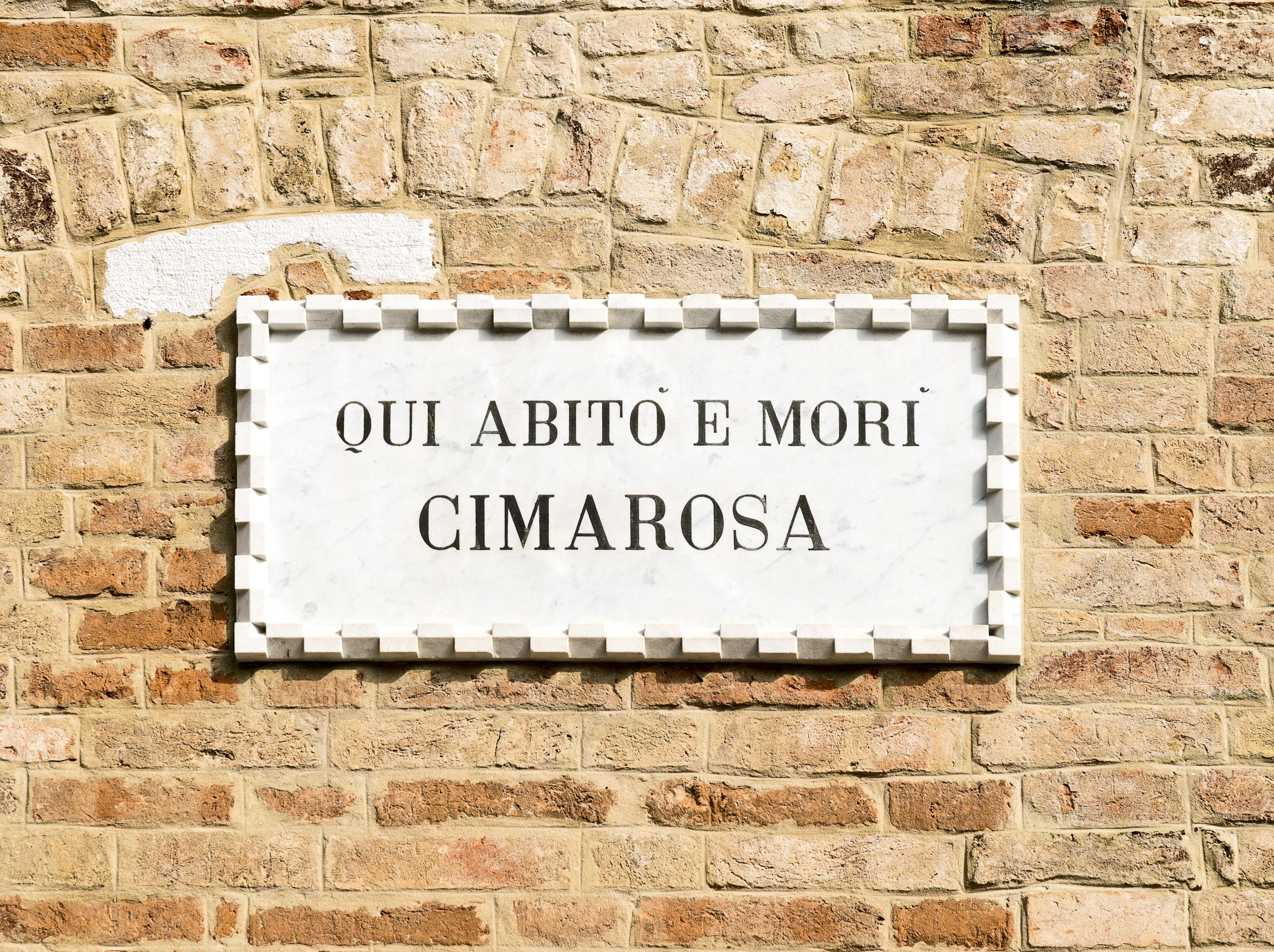
Venezia, Palazzo Duodo, targa che ricorda il palazzo come luogo di morte del musicista.

Fu sepolto nella chiesa di San Michele Arcangelo, nelle vicinanze di Palazzo Duodo. Quando, nel 1837, l'edificio fu demolito, le spoglie del compositore andarono disperse.

## Considerazioni sull'artista

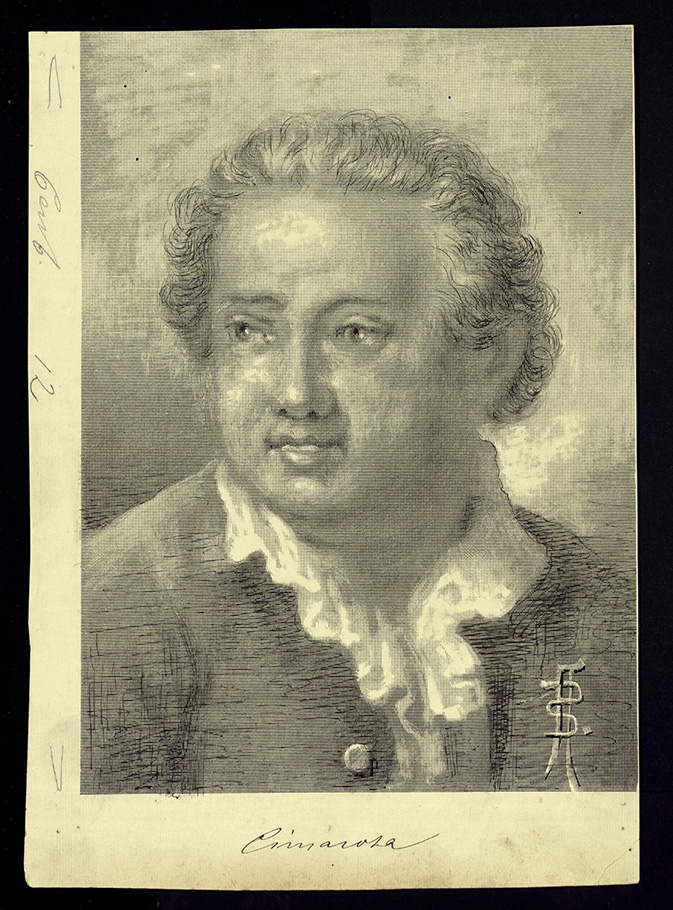
Ritratto di Domenico Cimarosa, compositore (1749-1801), prima del 1917. Archivio Storico Ricordi

La musica di Cimarosa è stata in questi ultimi anni oggetto di riscoperta e rivalutazione da parte di musicologi e musicisti. Molti teatri e Istituzioni hanno iniziato a inserire nel repertorio alcuni titoli del compositore che quasi mai dal tempo della loro composizione erano riapparse sulle scene. Tra di questi si ricorda la meritoria opera condotta dall'Università della Carolina del Sud, sotto la direzione Artistica di Talmage Fauntleroy che ha riproposto sulle scene vere perle cimarosiane.
Fu molto amato dai suoi contemporanei e assai apprezzato anche in seguito. Basti pensare che scrissero lodi su di lui personaggi come Wolfgang Goethe, Stendhal, Verdi, Rossini, sino a D'Annunzio e Di Giacomo.
M. Scherillo definisce Cimarosa il più grande dei compositori di opere comiche della scuola napoletana e dichiara: «Non ha rivali per la vivacità e l'abbondanza e la freschezza delle idee».
Fra tutti i compositori della scuola napoletana fu quello più legato alla realtà popolare ma nello stesso tempo quello che diede alla sua arte lo stile più raffinato e prezioso.
Con il suo straordinario genio melodico creò arie e concertati capaci di descrivere le aspettative, i pensieri e gli stati d'animo dei diversi personaggi: le loro azioni, i loro gesti, le loro emozioni e il loro confronto sulla scena sono sempre resi in maniera efficace con i mezzi più semplici. Ciò che lo contraddistingue particolarmente è che le sue melodie agiscono sull'ascoltatore con grande immediatezza e precisione rivelando subito il cuore del personaggio.
Quello che prima era una maschera buffa e farsesca divenne un uomo con le sue passioni e i suoi turbamenti e l'opera buffa si trasformò in una commedia umoristica con accenti d'ironia.
Le sue opere sono piene di pagine gustose e prelibate, le sue note si mantengono sempre leggiadre in una forma assai equilibrata ed armonica, e la sua melodia è incredibilmente gentile e spontanea, allegra e profondamente umana.
Tra tutti i compositori appartenenti a questa Scuola, il nome di Cimarosa risuona al pubblico particolarmente noto, dato che, tra le sue produzioni si annovera Il matrimonio segreto, considerato il vertice comico della scuola musicale napoletana. Le sue opere figurano tuttora in cartellone nei teatri lirici di tutto il mondo e vengono rappresentate con grande frequenza.
Autore prolifico, vide le sue opere andare in scena nei principali teatri europei (ma la maggior parte nella sua amata Napoli).
Tra i suoi titoli più conosciuti, oltre al celeberrimo Il matrimonio segreto, sono da ricordare Le Astuzie femminili, L'impresario in angustie, I due baroni di Roccazzurra, Li sposi per accidente, Giannina e Barnardone, L'italiana in Londra, e, tra le opere serie, Cleopatra, La Vergine del sole, L'Olimpiade, e, soprattutto, Gli Orazi e i Curiazi. La sua reputazione rimase ineguagliata negli ultimi anni della sua vita e nei primi anni del XIX secolo, sino all'avvento di Rossini.
La sua opera ed il suo genio sono delineati nell'insieme delle sue composizioni, non soltanto in quelle operistiche. Basti pensare alla ottantotto sonate per fortepiano, al concerto per due flauti e orchestra, e alla copiosa produzione sacra, tra cui spiccano il Requiem ed il Magnificat; e senza ignorare neppure la musica da camera, in cui Cimarosa resta uno dei maggiori riferimenti della musica settecentesca.

## I principali lavori strumentali

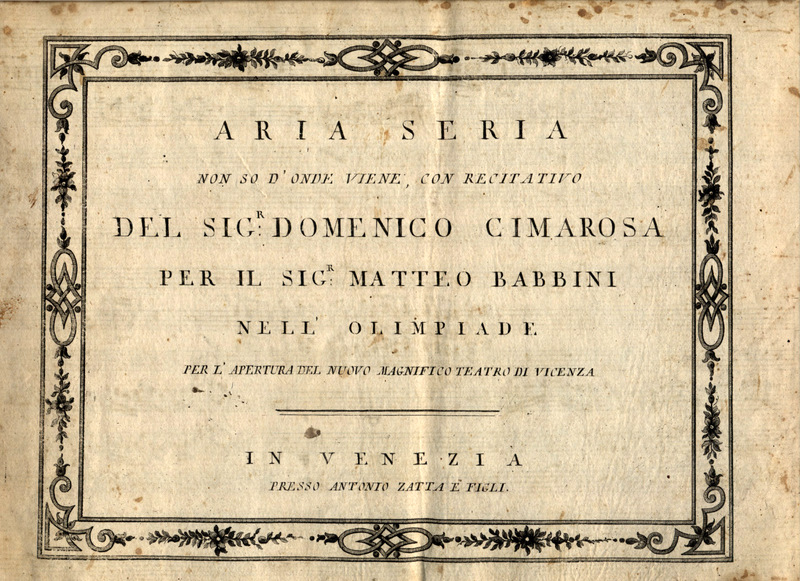
Aria Seria - collezione Francesco Paolo Frontini

I lavori strumentali di Cimarosa sono generalmente affini nello stile a quelli di Mozart.
Il concerto per fortepiano o clavicembalo e orchestra in si bemolle maggiore è caratterizzato in particolare dalla presenza di un recitativo più aria come secondo movimento del concerto.
Nel maturo concerto per due flauti e orchestra in sol maggiore 1793 i due flauti traversieri solisti intervengono come parte dei ripieni orchestrali. Segue un largo notevolmente inferiore come lunghezza dell'allegro iniziale, il quale viene eseguito in mi bemolle maggiore, in modo da contrastare con il primo, eseguito in sol maggiore. Il concerto si conclude con un rondò a tempo di allegretto.
Il celebre concerto per oboe e orchestra non è opera originale di Cimarosa ma è frutto dell'arrangiamento del compositore australiano Arthur Benjamin di quattro sue sonate per clavicembalo o fortepiano, realizzato per l'oboista Evelyn Rothwell, moglie del direttore d'orchestra sir John Barbirolli.
Le sue sonate per fortepiano, attualmente note come sonate a un solo movimento, in realtà erano state pensate come sonate a due o tre movimenti. Queste sonate, delle quali solo 32 giungono sino a noi, sono cariche d'inventiva e di forte ispirazione barocca, a differenza del genuino stile classico delle sue opere liriche. In questi brani Cimarosa ricevette una considerevole influenza da Domenico Scarlatti ed Antonio Sacchini e indirettamente dall'insegnante di quest'ultimo, Francesco Durante. Gran parte di queste sonate furono scritte usando una forma musicale barocca (AABB), ciononostante alcune di queste presentano elementi melodici tipici delle sonate del tardo classicismo e la forma musicale tripartita (ABA). Si devono attendere gli anni settanta del XX secolo per giungere ad un esaustivo approfondimento delle sonate di Cimarosa.
Nel 2016 il pianista Dario Candela ha portato a termine l'incisione integrale delle 88 sonate di Domenico Cimarosa per Dynamic, ricevendo il premio internazionale dedicato al compositore nel 2018.

## Composizioni

### Opere
Cimarosa compose 99 opere: tra parentesi la data ed il luogo di prima rappresentazione
- Le stravaganze del conte (commedia per musica in tre atti, libretto di Pasquale Mililotti; Carnevale 1772, Napoli, Teatro dei Fiorentini; il 3° atto venne utilizzato anche per la farsa per musica Le magie di Merlina e Zoroastro (Le pazzie di Stellidauro e Zoroastro)
- La finta parigina (commedia per musica in tre atti, libretto di Francesco Cerlone; Carnevale 1773, Napoli, Teatro Nuovo)
- La donna di tutti i caratteri (commedia per musica in tre atti, libretto di Antonio Palomba, 1775, Napoli, Teatro Nuovo)
- I matrimoni in ballo (farsa per musica in un atto, libretto di Pasquale Mililotti; carnevale 1776, Napoli, Teatro Nuovo; revisionato come La baronessa stramba rappresentata nello stesso teatro nel 1786)
- I sdegni per amore (commedia per musica in un atto, libretto di G. Mililotti; gennaio 1776, Napoli, Teatro Nuovo)
- La frascatana nobile (La finta frascatana) (commedia per musica in tre atti, libretto di Pasquale Mililotti; inverno 1776, Napoli, Teatro Nuovo)
- I tre amanti (intermezzo in due atti, libretto di Giuseppe Petrosellini; Carnevale 1777, Roma, Teatro Valle; rappresentato come il dramma giocoso Le gare degl'amanti nella primavera del 1783 a Nizza)
- Il fanatico per gli antichi romani (commedia per musica in tre atti, libretto di Giuseppe Palomba; primavera 1777, Napoli, Teatro dei Fiorentini)
- L'Armida immaginaria (dramma giocoso in tre atti, libretto di Giuseppe Palomba, basato sul poema Gerusalemme liberata di Torquato Tasso; estate 1777, Napoli, Teatro dei Fiorentini)
- Il ritorno di Don Calandrino (intermezzo in due atti, libretto di Giuseppe Petrosellini; Carnevale 1778, Roma, Teatro Valle; rappresentata come Armidoro e Laurina nel 1783 a Livorno)
- La contessina (dramma giocoso in tre atti, composto in collaborazione con Gennaro Astarita e Florian Leopold Gassmann, libretto di Marco Coltellini, dopo Carlo Goldoni, estate 1778, Bologna)
- Gli amanti comici ossia La famiglia in scompiglio (dramma giocoso in due atti, libretto di Giuseppe Petrosellini; 1778, Napoli, Teatro dei Fiorentini; rappresentata come Il matrimonio in commedia nella primavera del 1797 a Livorno; rappresentata come la farsa per musica La famiglia stravagante ovvero Gli amanti comici nel Carnevale del 1798 a Macerata)
- Le stravaganze d'amore (commedia per musica in tre atti, libretto di Pasquale Mililotti; inverno 1778, Napoli, Teatro dei Fiorentini)
- Il matrimonio per industria (commedia in due atti, 1778, Napoli)
- Il matrimonio per raggiro (dramma giocoso in due atti; 1778 o 1779, Roma, Teatro Valle)
- L'infedeltà fedele (commedia per musica in tre atti, libretto di Giovanni Battista Lorenzi; 20 luglio 1779, Napoli, Teatro Fondo)
- L'italiana in Londra (intermezzo in due atti, libretto di Giuseppe Petrosellini; 28 dicembre 1779, Roma, Teatro Valle; rappresentata come il dramma giocoso La virtù premiata nell'autunno del 1794 a Genova)
- Le donne rivali (intermezzo in due atti, libretto di Giuseppe Petrosellini; Carnevale 1780, Roma, Teatro Valle; rappresentata come la commedia per musica Le due rivali nell'autunno 1791 a Monza; rappresentata come la commedia per musica Le due fidanzate il 10 giugno 1789 a Mosca)
- Caio Mario (dramma per musica in tre atti, libretto di Gaetano Roccaforte; Carnevale 1780, Roma, Teatro delle Dame)
- I finti nobili (commedia per musica in tre atti, libretto di Giuseppe Palomba, carnevale 1780, Napoli, Teatro dei Fiorentini; 3° atto usato anche per la farsa per musica Li sposi per accidente)
- Il faligname (Il falegname) (commedia per musica per due o tre atti, libretto di Giuseppe Palomba, 1780, Napoli, Teatro dei Fiorentini; rappresentato anche come il dramma giocoso L'artista a Treviso nel 1789)
- L'avviso ai maritati (farsa per musica in un atto, libretto di F. Gonnella, forse 1780, Napoli, Teatro dei Fiorentini)
- Il pittor parigino (intermezzo in due atti, libretto attribuito a Giuseppe Petrosellini, 2 gennaio 1781, Roma, Teatro Valle)
- Alessandro nell'Indie (dramma per musica in tre atti, libretto di Pietro Metastasio, 11 febbraio 1781, Roma, Teatro Argentina) con Giacomo David
- Giunio Bruto (dramma tragico per musica in due atti, libretto di Giovanni Pindemonte, autunno 1781, Verona, Accademia Filarmonica)
- Giannina e Bernardone (dramma giocoso in due atti, libretto di Filippo Livigni, autunno 1781, Venezia, Teatro San Samuele; rappresentato anche come l'intermezzo Il villano geloso a Venezia nel 1786)
- L'amante combattuto dalle donne di punto (commedia per musica in tre atti, libretto di Giuseppe Palomba, 1781, Napoli, Teatro dei Fiorentini; rappresentata anche come La giardiniera fortunata a Napoli nel 1805)
- Il capriccio drammatico (commedia per musica in un atto, libretto di Giuseppe Maria Diodati, 1781, Torino)
- Il convito (dramma giocoso in due atti, libretto di Filippo Livigni, carnevale 1782, Venezia, Teatro San Samuele; rappresentato anche come Der Schmaus a Francoforte nel 1784)
- L'amor costante (intermezzo in due atti, carnevale 1782, Roma, Teatro Valle; rappresentato anche come il dramma giocoso Giulietta ed Armidoro a Dresda nel 1790)
- L'eroe cinese (dramma per musica in tre atti, libretto di Pietro Metastasio, 13 agosto 1782, Napoli, teatro San Carlo)
- La ballerina amante (commedia per musica in tre atti, libretto di Giuseppe Palomba, 6 ottobre 1782, Napoli, Teatro dei Fiorentini; rappresentata anche come il dramma giocoso L'amante ridicolo a Rovigo nel 1789)
- Il morbo campano (dramma per musica, librettista sconosciuto, 1782, Uccelloppoli)
- La Circe (dramma per musica in tre atti, libretto di Domenico Perelli, carnevale 1783, Milano, Teatro alla Scala) con Giacomo David
- I due baroni di Rocca Azzurra (intermezzo comico per musica in due atti, libretto di Giuseppe Palomba, carnevale 1783, Roma, Teatro Valle; rappresentato anche come Dve nevestï e I due baroni in Russia)
- Oreste (dramma per musica in due atti, libretto di Luigi Serio, 13 agosto 1783, Napoli, Teatro Fondo)
- La villana riconosciuta (commedia per musica in tre atti, libretto di Giuseppe Palomba, 1783, Napoli, Teatro Fondo; rappresentata anche come La villanella rapita a Berlino nel 1793)
- Chi dell'altrui si veste presto si spoglia (commedia per musica in due atti, libretto di Giuseppe Palomba, Napoli, Teatro dei Fiorentini, 1783)
- Il vecchio burlato (dramma giocoso, 1783, Venezia)
- I matrimoni impensati (La bella greca) (intermezzo in due atti, carnevale 1784, Roma, Teatro Valle)
- L'apparenza inganna ossia La villeggiatura (commedia per musica in due atti, libretto di Giovanni Battista Lorenzi, primavera 1784, Napoli, Teatro dei Fiorentini)
- La vanità delusa (dramma giocoso in due atti; il libretto è una rielaborazione de Il mercato di Malmantile di Carlo Goldoni, primavera 1784, Firenze, Teatro della Pergola)
- L'Olimpiade (dramma per musica in tre atti, libretto di Pietro Metastasio, 10 luglio 1784, Vicenza, Teatro Eretenio; opera composta per l'inaugurazione del teatro)
- I due supposti conti, ossia Lo sposo senza moglie (dramma giocoso in due atti, libretto di Angelo Anelli, 10 ottobre 1784, Milano, Teatro alla Scala; rappresentato anche come la farsa per musica Lo sposo ridicolo nel 1786 a Roma)
- Artaserse (dramma per musica in tre atti, libretto di Pietro Metastasio, revisione di Vittorio Amedeo Cigna-Santi, 26 dicembre 1784, Torino, Teatro Regio diretta da Gaetano Pugnani con Luigi Marchesi)
- I finti conti (primavera 1785, Torino)
- I fratelli papamosche (primavera 1785, Torino)
- Il marito disperato (Il marito geloso) (dramma giocoso in due atti, libretto di Giovanni Battista Lorenzi, 1785, Napoli, Teatro dei Fiorentini; rappresentato anche come Die bestrafte Eifersucht nel 1794 a Berlino e come L'amante disperato nel 1795 a Napoli)
- La donna sempre al suo peggior s'appiglia (commedia per musica in tre atti, libretto di Giuseppe Palomba, 1785, Napoli, Teatro Nuovo di Napoli)
- La figlia della Peste (1785)
- Le statue parlanti (intermezzo, 1785, Correggio)
- Il credulo (commedia per musica in tre atti, libretto di Giuseppe Maria Diodati, carnevale 1786, Napoli, Teatro Nuovo)
- L'impresario in angustie (farsa per musica in uno o due atti, libretto di Giuseppe Maria Diodati, 1786, Teatro Nuovo (Napoli); revisionata da Johann Wolfgang von Goethe  come Die theatralischen Abenteuer e rappresentata nel 1791 a Weimar)
- Le trame deluse, ossia I raggiri scoperti (commedia per musica in tre atti, libretto di Giuseppe Maria Diodati, 7 dicembre 1786, Teatro Nuovo (Napoli); rappresentata anche come L'amor contrastato a Napoli nel 1788 e come Li raggiri scoperti a Bologna nel 1799)
- Gli amanti alla prova (libretto di Giovanni Bertati, 1786, Napoli)
- L'incognito (opera comica, composta in collaborazione con Isabelle de Charrière e Florido Tomeoni, libretto di Isabelle de Charrière, 1786 ca.)
- L'impostore punito (1786-7, Torino)
- Il maestro di cappella (intermezzo, 1786-93)
- Volodimiro (dramma per musica in tre atti, libretto di Giandomenico Boggio, carnevale 1787, Torino, Teatro Regio)
- Il fanatico burlato (commedia per musica in due atti, libretto di Francesco Saverio Zini, 1787, Napoli, Teatro Fondo; rappresentato anche come Der adelsüchtige Bürger a Mannheim nel 1791)
- La scuffiara (1788)
- La felicità inaspettata (azione teatrale in due atti, libretto di Ferdinando Moretti, marzo 1788, San Pietroburgo, Hermitage)
- La vergine del sole (dramma serio in tre atti, libretto di Ferdinando Moretti, 1788, San Pietroburgo, Hermitage)
- La Cleopatra (dramma serio in due atti, libretto di Ferdinando Moretti, 27 settembre 1789, San Pietroburgo, Hermitage)
- Il matrimonio segreto (melodramma giocoso in due atti, libretto di Giovanni Bertati, 7 febbraio 1792, Vienna, Burgtheater)
- La calamita dei cuori (dramma giocoso, libretto di Carlo Goldoni, 1792, Vienna, Burgtheater)
- Amor rende sagace (dramma giocoso in un atto, libretto di Giovanni Bertati, 1º aprile 1793, Vienna, Burgtheater)
- I traci amanti (commedia per musica in due atti, libretto di Giuseppe Palomba, 19 giugno 1793, Napoli, Teatro Nuovo; rappresentata anche come il dramma giocoso Il padre alla moda ossia Lo sbarco di Mustanzir Bassà a Padova nel 1795)
- Contrattempi (1793, Bonn)
- Le astuzie femminili (melodramma giocoso in due atti, libretto di Giuseppe Palomba, 26 agosto 1794, Napoli, Teatro dei Fiorentini)
- La pupilla astuta (commedia per musica in due atti, libretto di Giuseppe Palomba, 1794, Napoli, Teatro Fondo)
- La serva innamorata (commedia in due atti, libretto di Giuseppe Palomba, 1794, Napoli, Teatro dei Fiorentini)
- Penelope (dramma per musica in due atti, libretto di Giuseppe Maria Diodati, carnevale 1795, Napoli, Teatro Fondo)
- Le nozze in garbuglio (commedia per musica in due atti, libretto di Giuseppe Maria Diodati, maggio 1795, Messina)
- L'impegno superato (commedia per musica in due atti, libretto di Giuseppe Maria Diodati, 21 novembre 1795, Napoli, Teatro Fondo)
- I nemici generosi (farsa per musica in due atti, libretto di Giuseppe Petrosellini, carnevale 1796, Roma, Teatro Valle; rappresentata anche come Il duello per complimento a Venezia nel 1797)
- Gli Orazi e i Curiazi (tragedia per musica in tre atti, libretto di Simeone Antonio Sografi, 26 dicembre 1796, Venezia, Teatro La Fenice)
- La finta ammalata (farsa per musica in un atto, 1796, Lisbona, Teatro Nacional de São Carlos)
- Attilio Regolo (dramma serio in tre atti, libretto di Pietro Metastasio, carnevale 1797, Reggio Emilia)
- Achille all'assedio di Troja (dramma per musica in due atti, carnevale 1797, Roma, Teatro Argentina)
- L'imprudente fortunato (dramma giocoso in due atti, carnevale 1797, Roma, Teatro Valle)
- Artemisia regina di Caria (dramma serio per musica in due atti, libretto di M. Marchesini, estate 1797, Napoli, teatro San Carlo con Giuseppina Grassini e Giacomo David)
- Le nozze di Lauretta (dramma giocoso in due atti, libretto di Giuseppe Caravita, forse 1797, Torino)
- L'apprensivo raggirato (commedia per musica in due atti, libretto di Giuseppe Maria Diodati, 1798, Napoli, Teatro dei Fiorentini)
- Semiramide (dramma per musica in tre atti, libretto di Pietro Metastasio, 1799, Napoli, Teatro dei Fiorentini)
- L'arte contro l'arte (carnevale 1800, Alessandra)
- Artemisia (dramma tragico per musica in tre atti, incompleta, libretto di Giovanni Battista Colloredo, carnevale 1801, Venezia, Teatro La Fenice con Anna Selina Storace)
- Il nuovo podestà (commedia in due atti, Bologna, primavera 1802, Teatro Comunale)
- Tito Vespasiano (dramma serio in due atti, 1821, Lisbona, Teatro Nacional de São Carlos)
- Il matrimonio per susurro
- La morte di Assalonne
- La discordia fortunata (commedia per musica in due atti)
- L'ajo nell'imbarazzo (opera buffa in un atto)
- Le donne vendicate (commedia in due atti)
- Il cavalier del dente (dramma giocoso in tre atti)
- La molinara (incompleta)
- Gli inimici generosi
- Il conte bell'amore

### Musica sacra

#### Oratori
- Giuditta (oratorio in 2 parti, libretto di P. Bagnoli, 1782 ca., Venezia)
- Absalom (Absalon) (actio sacra in 2 parti, 1782, Venezia)
- Il sacrificio d'Abramo (oratorio in 2 parti, 1786, Napoli, Teatro del Fondo)
- Il trionfo della fede (componimento drammatico, libretto di C. Filomarino, maggio 1794, Napoli)
- Il martirio (componimento drammatico, libretto di G. Mollo, 1795, Napoli)
- San Filippo Neri che risuscita Paolo Massimi (componimento sacro per musica, libretto di G. B. Rasi, 1797, Roma)

#### Messe
- Messa in fa maggiore per 2 tenori, basso e strumenti (1765)
- Messa in fa maggiore per soprano, contralto, tenore, basso e strumenti (1768)
- Messa in do maggiore per soprano, contralto, tenore, basso e orchestra (1772)
- Messa in re maggiore per soprano, contralto, tenore, basso e orchestra (1776)
- Messa in sol maggiore per soprano, contralto, tenore, basso e orchestra (1782)
- Missa pro defunctis in sol minore per soprano, contralto, tenore, basso e orchestra (San Pietroburgo, 1787)
- Messa in mi maggiore per soprano, contralto, tenore, basso e orchestra (maggio 1796)
- Messa in do minore per soprano, contralto, tenore, basso e orchestra (1799)
- Messa in do maggiore per soprano, contralto, tenore, basso e strumenti
- Messa in do minore per soprano, contralto, tenore, basso e orchestra
- Messa in re maggiore per soprano, contralto, tenore, basso e orchestra
- Messa in re minore per soprano, contralto, tenore, basso e orchestra (Vienna)
- Messa in mi maggiore per soprano, contralto, tenore, basso e orchestra
- 3 messe in fa maggiore per soprano, contralto, tenore, basso e orchestra
- Messa in fa maggiore per soprano, contralto, tenore, basso e basso continuo
- Messa breve in sol maggiore per due tonori, basso e tastiera
- Messa per l'Avvento in sol maggiore per soprano, contralto, tenore, basso e organo
- Messa in si maggiore per soprano, contralto, tenore, basso e orchestra
- Requiem in fa maggiore per soprano, contralto, tenore, basso e orchestra

#### Altri lavori sacri
- Mottetto (1765)
- Domine (1765)
- Credo in re maggiore per soprano, contralto, tenore, basso e strumenti (1768)
- Magnificat per soprano, contralto, tenore, basso e strumenti (1769)
- Gloria patri per soprano e strumenti (1769)
- Salmo XII (tradotto in italiano) per soprano e strumenti (1769)
- Laudate per soprano e strumenti (1769)
- Mottetto (1770)
- Quoniam per soprano e strumenti (1770)
- Litania per soprano, contralto, tenore, basso e strumenti (1775)
- Antra, ubis quaestus echo per contralto e orchestra (1780)
- Pave coelum per contralto e orchestra (2 aprile 1782)
- Domine per soprano, contralto, tenore, basso e orchestra (1782)
- Quasi leo per basso e orchestra (1782)
- Dixit per soprano, contralto, tenore, basso e strumenti (1796)
- Te Deum per soprano, contralto, tenore, basso e orchestra (1798)
- Kyrie in do maggiore per soprano, contralto, basso e orchestra
- 2 kyrie in si maggiore per soprano, contralto, tenore, basso e orchestra
- Credo in re maggiore per 2 soprani, contralto, tenore, basso e orchestra
- Salve regina per soprano, basso e strumenti
- O salutaris hostia per soprano, tenore, basso e orchestra
- Domine per soprano, contralto, tenore, basso e orchestra
- Ab unda furibunda per basso e orchestra
- Memento Domine David per basso e organo
- Benedictus Dominus per 4 voci e organo
- Inno dei Santissimi Pietro e Paolo per 2 voci e organo
- Laudamus, gratias et Domine per soprano, tenore, basso e basso continuo

### Altra musica vocale
- Il giorno felice (cantata per 4 voci sole e coro, Napoli, 1775-7)
- Deifile, Rodope, Cerbero (cantata pastorale per 3 voci sole e coro, 1780 ca.)
- Le tue parole e padre (cantata per 3 voci, libretto di Vincenzo Monti, 3 marzo 1782, Roma)
- Angelica e Medoro (cantata drammatica, composta in collaborazione con Giuseppe Millico, libretto di Pietro Metastasio, forse 1783, Vienna)
- Aristea (cantata, per 4 voci sole e coro, in collaborazione con Antonio Sacchini, 1787, Napoli, Teatro Fondo)
- Atene edificata (cantata per 4 sole voci e coro, libretto di Ferdinando Moretti, 29 giugno (10 luglio) 1788, San Pietroburgo, Hermitage)
- Coro di guerrieri (1790, San Pietroburgo)
- Coro dall'Indica marina (1787-91, San Pietroburgo)
- Coro doppio (1787-91, San Pietroburgo)
- La sorpresa (cantata pastorale per 5 voci sole e coro, libretto di Ferdinando Moretti, 1790-91, San Pietroburgo)
- La serenata non preveduta (cantata, testo di Ferdinando Moretti, primavera 1791, San Pietroburgo; dedicata al principe Grigori Alexandrovich Potemkin)
- Inno patriottico (testo di Luigi Rossi, 19 maggio 1799, Napoli; per la distruzione della bandiera reale)
- La felicità compita (inno patriottico, testo di Luigi Rossi)
- Bella Italia (inno, testo di V. De Mattei, 1799, Napoli)
- Il giuramento delle reali armate napolitane (inno, testo di S. A. Dandolo, 1799, Napoli)
- 6 canzonette italiane coll'accompagnamento di chitarra
- 8 duettini per 2 soprani e tastiera

### Musica strumentale
- 88 sonate per clavicembalo o fortepiano

- Concerto per oboe e orchestra in do minore
- Sinfonia dell'opera "Il matrimonio segreto" trascrizione d'epoca per clavicembalo, organo o pianoforte, Vienna, Cappi [XIX secolo], Capua, Esarmonia 2010
- Sinfonia in si maggiore per 2 oboi, 2 corni e archi
- Sinfonia in re maggiore (attribuita anche a Josef Mysliveček)
- Concerto per clavicembalo o fortepiano in si bemolle maggiore
- Sinfonia concertante per 2 flauti e orchestra in sol maggiore (1793)
- Sestetto in sol maggiore per fortepiano, fagotto, 2 violini, viola e violoncello
- Sestetto in fa maggiore per fortepiano organizzato, arpa, fagotto, violino, viola da gamba e violoncello
- 6 quartetti (re maggiore, sol maggiore, do maggiore, fa maggiore, do maggiore, la minore) per flauto, violino, viola e violoncello
- Altre composizioni minori

## Dediche e riconoscimenti
A Domenico Cimarosa sono dedicati:

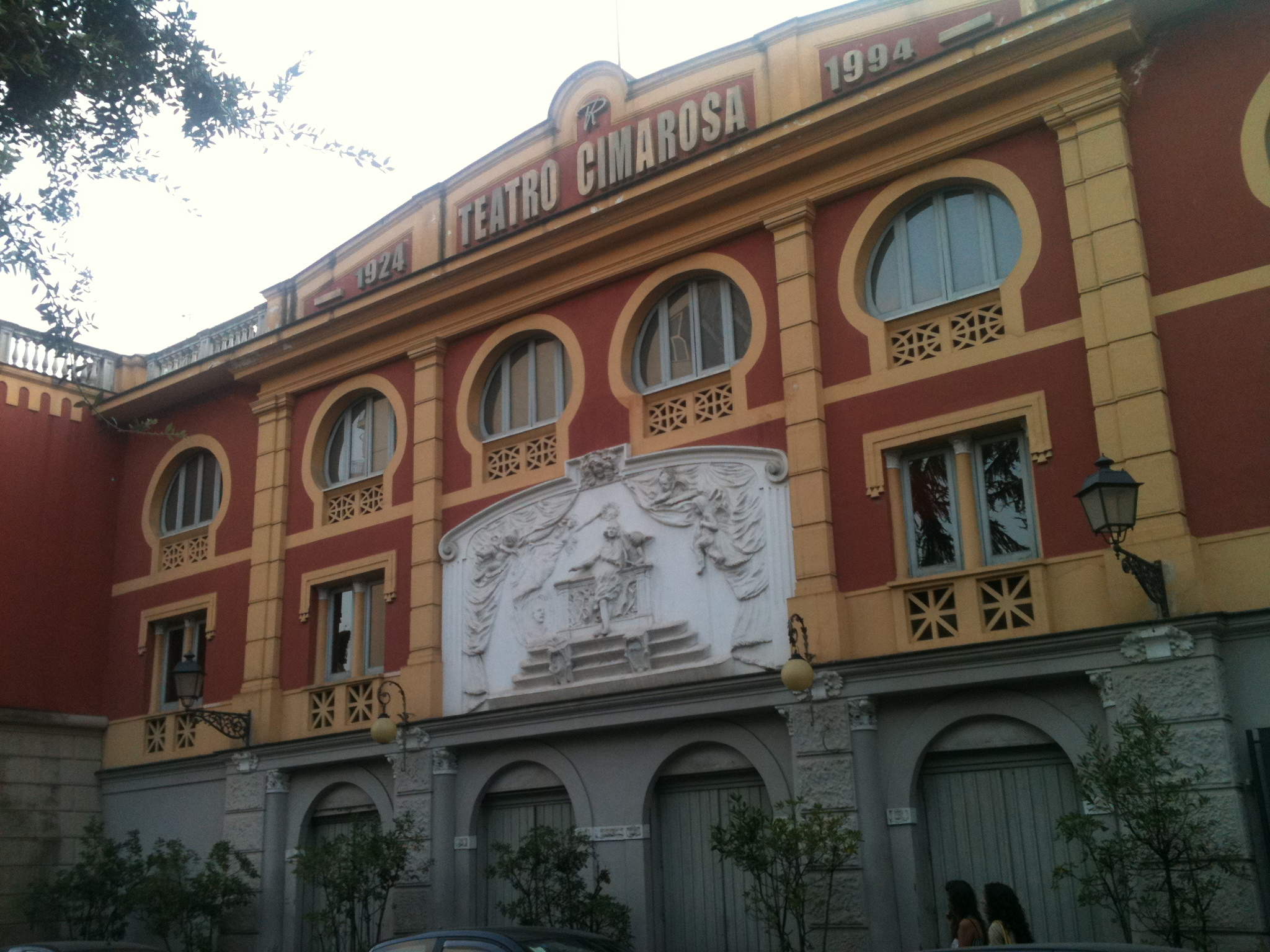
Teatro dedicato a Domenico Cimarosa ad Aversa

- il Conservatorio musicale di Avellino
- un teatro nel comune di Aversa
- il villino Cimarosa ad Avezzano in Abruzzo
- una centrale idroelettrica nel comune di Presenzano, in provincia di Caserta
- uno dei 229 busti di italiani illustri che ornano la passeggiata del Pincio a Roma